# جک برسفورد
جک برسفورد (به انگلیسی: Jack Beresford) ورزشکار مرد رشتهٔ روئینگ اهل بریتانیا است. وی در بین سال‌های ‎۱۹۲۰ تا ۱۹۳۶ میلادی در مسابقات بازی‌های المپیک تابستانی در مجموع ۵ مدال، شامل ۳ مدال طلا و ۲ نقره را کسب کرد.